# Mikael Espersen
Mikael Espersen es un deportista danés que compitió en remo. Ganó cuatro medallas en el Campeonato Mundial de Remo entre los años 1981 y 1984.

## Palmarés internacional
| Campeonato Mundial | Campeonato Mundial | Campeonato Mundial | Campeonato Mundial        |
| Año                | Lugar              | Medalla            | Prueba                    |
| ------------------ | ------------------ | ------------------ | ------------------------- |
| 1981               | Múnich (RFA)       | Medalla de oro     | Ocho con timonel ligero   |
| 1982               | Lucerna (Suiza)    | Medalla de bronce  | Cuatro sin timonel ligero |
| 1983               | Duisburgo (RFA)    | Medalla de bronce  | Ocho con timonel ligero   |
| 1984               | Montreal (Canadá)  | Medalla de oro     | Ocho con timonel ligero   |